# 송준길 등 서첩
송준길등서첩(宋浚吉 等 書帖)은 대한민국 경기도 여주시에 있는 서첩이다. 2014년 1월 24일 경기도의 문화재자료 제171호로 지정되었다.

## 참고 문헌
- 송준길등서첩 - 국가유산청 국가유산포털